# Aloe recurvifolia
Aloe recurvifolia é uma espécie de liliopsida do gênero Aloe, pertencente à família Asphodelaceae.